# Konto użytkownika
Konto użytkownika (ang. user account) – zbiór zasobów i uprawnień w ramach danego systemu przypisanych konkretnemu użytkownikowi systemu komputerowego. We współczesnych systemach operacyjnych konta posiadają unikalną nazwę (login) i hasło. Proces autoryzacji w systemie wymagający zwykle podania nazwy konta i hasła określa się logowaniem.
W systemach operacyjnych Microsoft Windows opartych na jądrze NT rozróżniamy trzy podstawowe rodzaje kont:
- administracyjne (odpowiednik linuksowego roota), z pomocą którego można określić dostęp do poszczególnych katalogów i znajdujących się w nich plików, programów, usług internetowych, urządzeń peryferyjnych oraz przydzielić określoną ilość wolnego miejsca na twardym dysku,
- użytkownika zaawansowanego, który ma podobne uprawnienia, jak zwykły użytkownik, lecz może on zmieniać ustawienia wpływające na wszystkich użytkowników (czas komputera, zainstalowane programy itp.),
- użytkownika, które działa według ustawień zawartych na koncie administracyjnym. Użytkownik może korzystać z jednostki centralnej, ale tylko według uprawnień przyznanych mu przez administratora, a zapisanych w ustawieniach na koncie administracyjnym.